# 하여튼 요즘 탐정은
《하여튼 요즘 탐정은》(일본어: まったく最近の探偵ときたら 맛타쿠 사이킨노 단테이토키타라[*])은 이가라시 마사쿠니가 지은 일본의 만화다. 《전격 마왕》(아스키 미디어 웍스)에서 2016년 6월호부터 연재 중이다.
2025년 7월부터 TV 애니메이션이 방송 중이다.

## 줄거리
그 옛날 어느 시대를 풍미했던 명탐정 나구모 케이치로. 그가 해결한 사건은 수도 없이. 그런 그도 지금은 전 명탐정. 옛날 방식밖에 몰랐고, 심지어 나이 탓인지 여기저기 덜컹거리는 육체에 시달리며 탐정을 계속하고 있었다. 그러던 중, 여고생의 마시로가 조수로 해 주었으면 좋겠다고 나타났다. 어떻게든 마시로를 조수로 삼게 되어 파란만장한 매일이 시작되고 있다.

## 등장인물

### 나구모 탐정사무소
나구모 케이치로(名雲桂一郎)
성우 - 스와베 준이치
본작의 주인공. 35세 남성. 자택 겸 사무소의 신주쿠에 있는 나구모 탐정 사무소의 소장. 흡연자.
젊었을 때는 천재 고교생 탐정으로서 어느 시대를 풍미했지만, 현재는 집세를 체납할 정도로 오르지 않는 탐정가업을 하고 있다. 요즘 사정에 비교도 안되고 옛날식 탐정의 방식밖에 할 수 없다. 고양이 찾기는 잘한다.
이른바 '살아있는 종합병원'으로, 요통을 앓고 있고, 노안이 있으며, 치통이 있고, 자율신경도 예전같지만 않다. 무릎도 안 좋다. 사십견. 귀도 잘 들리지 않는다. 대뇌가 지쳐 있다. 바행을 많이 사용하면 입술이 금방 찢어진다. 지각과민도 있다. 턱관절증도 있다. 축농증도 있다. 위는 닭의 가라아게를 받아들일 수 없다. 안구건조증도 있다.
나카니시 마시로(中西真白)
성우 - 하나자와 카나
본작의 히로인. 옛날의 성은 아사쿠라. 나구모 케이치로의 슬하에 조수로서 멋대로 굴러들어간 탐정지망의 여고생. 2학년 C반 소속. 조수라는 명목으로 고용되고는 있지만 월급은 발생하지 않고 있다. 나구모 케이치로를 아저씨라고 부르며 따르고 있다. 예전의 명탐정이었던 시절의 나구모 케이치로를 동경하고 있다.
나구모 케이치로에게 성을 숨기고 있어, 타나카나 스즈키라고 해서 가명으로 속이고 있었다. 자신 때문에 명탐정이었던 나구모 케이치로를 망친 것을 짐으로 느끼고 있다. 부모는 건재하지만 친모의 재혼 상대와 어울리지 않는다.
케르베로스
성우 - 호리이 차도
애완동물 찾기의 의뢰로 잘못 잡힌 길고양이. 이름은 마시로가 지었다. 나구모 케이치로는 좋아하지만, 마시로는 싫다.
네즈 타로(根津太郎)
성우 - 카와니시 켄고
전 야쿠자 남자. 22세. 해충구제의 의뢰를 폭력단의 괴멸로 오해한 마시로에 의해서 괴멸된 고쿠도조에 소속되어 있었다. 마시로에게 은혜를 느껴 '누나'라고 사모하고 있다.
나중에 자신이 있던 폭력단을 궤멸시킨 장본인인 마시로와 함께 있는 것이 들통나 목숨을 건지고 있어 모습을 감추고 있다.
살고 있는 셋집이 불꽃으로 전소되어 있다

### 명탐정 아스나로
아스나로 유우(翌檜ユウ)
성우 - 야마구치 토모히로
인기를 누리고 있는 고등학생 탐정. 18세 남자. 초등학생 시절에 나구모를 동경해 탐정 업계에 뛰어들어, 재능을 발휘했다.
바로 '묘하네…'라고 생각하는 귀찮은 타입의 인간.
입고 있는 옷들은 대부분 팬들이 준 물건들.
카자마키 하나(風巻ハナ)
성우 - 히라노 아야
몸집이 작은 여성. 조수. 주위에서 "마키"라는 애칭으로 불리고 있다. 유우를 마스터라고 부르고 있다. 나이는 20대. 생일은 1월 5일.
유우에게는 프로그램 기획의 오디션에 의해서 선택되어 급료가 좋다는 이유로 조수를 하고 있다. 여러 직종을 경험하고 있어 조수로서는 매우 유능하고 :케이치로가 '탐정이 할 일이 없어져 버린다'라고 말할 정도.
빈유인 것을 염려하고, 그래서 체형을 숨길 수 있는 판초를 즐겨 입는다. 뿐만 아니라 가슴 볼륨업에 효과가 있다는 이유로 매일 두유 스무디를 마시고 있다.

### 그 외의 등장인물
코치
성우 - 이이지마 하지메
마시로의 스승. 흑인 남자. 마시로에게 격투기 등의 비법을 쏟아내고 있다. 지도 내용은 대체로 코를 노려라 무릎을 노려라 중 하나인 것으로 알려졌다.
마스터
케이치로의 단골 Bar 'TONTO'의 마스터. 남성. 멋있지 않은 사람을 보면 실신한다. 군마현 도미오카 출신.
반년 전부터 가게 벽에 낙서가 되어 곤란해하고 있어 범인을 특정할 것을 케이치로에게 의뢰하다
미마사카 소야(美馬坂総也)
성우 - 카세 야스유키
경부. 35세 남자. 전 고등학생 탐정. 기계가 서툴러서, 증거 영상을 확인하려고 영상 플레이어를 부숴 버릴 정도.
호시노 아즈하
성우 - 파이루즈 아이
흰옷을 입은 포니테일의 여성. 거유. 대학생. 19살. 자칭 사이언스 에이전트. 눈은 소용돌이친듯한 눈.
미마사카 후우
성우 - 와타다 미사키
소야의 딸. 괴도 비버라고 자칭한다. 소야의 이야기를 듣고 괴도를 동경하고 있으며, 세상을 떠들썩하게 하는 괴도의 정체가 분명치 않은 아저씨였을 때는 괴도를 보고 울음을 터뜨릴 정도.
유두시식 아저씨
성우 - 스기타 토모카즈
바다팬에 넥타이만 맨 근육질의 남성. YO(야베에 아저씨) 사천왕 중 한 사람.
십자 가슴털 아저씨
성우 - 스기타 토모카즈
헤드라이트를 착용한 가슴털이 십자인 아저씨. YO 사천왕 중 한 명. '시식'과 '로프'의 아버지.
로프 너무좋아 아저씨
성우 - 스기타 토모카즈
로프로 자신의 몸을 묶고 있는 남성. YO 사천왕중 한명. '가슴털'의 아들로 '시식'의 형.

## TV 애니메이션
2025년 7월부터 AT-X 등에서 방송 중이다.

### 스태프
- 원작 - 이가라시 마사쿠니
- 감독 - 쿠죠 리온
- 시리즈 구성 - 이케다 린타로
- 캐릭터 디자인·총작화 감독 - 코가 이소로쿠
- 프롭 디자인 - 에토 마코토
- 미술 감독 - 쿠와지마 쇼시
- 미술 설정 - 나리타 히데야스, 아라이 카나
- 색채 설계 - 아이하라 아야코
- 2D 디자인 - 쿠라모치 미사토, 마스다 사키
- 3DCG - 산지겐
- 촬영 감독 - 하세가와 나호
- 편집 - 에노키다 미사키
- 음향 감독 - 에비나 야스노리
- 음향 효과 - 쿠라하시 히로무네
- 음악 - 키쿠야 토모키
- 음악 제작 - KADOKAWA
- 프로듀서 - 이토 사호, 요시오카 나오키, 니시카와 쿄헤이, 히가시 마오, 니시마에 아야카, 고토 사토시
- 치프 애니메이션 프로듀서 - 사사키 유스케
- 애니메이션 프로듀서 - 야마조
- 애니메이션 제작 - 라이덴 필름
- 제작 - 하여튼 요즘 제작위원회는

### 주제가
Suffer
오카자키 타이이쿠에 의한 오프닝 테마. 작사·작곡은 오카자키 타이이쿠, 편곡은 오카자키 타이이쿠, dustbox.
GORI☆GORI Feez e-Girl!!
마시로(하나자와 카나) VS 유쾌한 아저씨들(스기타 토모카즈)에 의한 엔딩 테마. 작사·작곡·편곡은 하나조노 히메코.

### 에피소드 목록
| 화수  | 제목                                                                         | 각본          | 그림 콘티       | 연출          | 작화 감독                 | 방송일         |
| ----- | ---------------------------------------------------------------------------- | ------------- | --------------- | ------------- | ------------------------- | -------------- |
| 제1화 | 元名探偵 名雲桂一郎 과거의 명탐정 나구모 케이치로                            | 이케다 린타로 | 쿠죠 리온       | 쿠죠 리온     | 코바야시 료               | 2025년 7월 1일 |
| 제1화 | 真白の害虫退治 마시로의 해충 퇴치                                            | 이케다 린타로 | 쿠죠 리온       | 쿠죠 리온     | 혼다 케이이치             | 2025년 7월 1일 |
| 제2화 | オバケは膝を狙え 귀신은 무릎을 노려라                                        | 이케다 린타로 | 코가 이소로쿠   | 코가 이소로쿠 | 코가 이소로쿠 코노 케이코 | 7월 8일        |
| 제2화 | 真犯人を探せ!! 진범을 찾아라!!                                               | 이케다 린타로 | 코가 이소로쿠   | 코가 이소로쿠 | 코바야시 료               | 7월 8일        |
| 제2화 | 真白爆発3分前 마시로 폭발 3분 전                                             | 이케다 린타로 | 코가 이소로쿠   | 코가 이소로쿠 | 코바야시 료               | 7월 8일        |
| 제3화 | 名探偵アスナロ 명탐정 아스나로                                               | 이케다 린타로 | 코데라 카츠유키 | 아리토미 코지 | 칸바라 토우마             | 7월 15일       |
| 제3화 | ストーカーの自覚がない奴が一番ヤバい 스토커란 자각이 없는 녀석이 제일 위험해 | 이케다 린타로 | 코데라 카츠유키 | 아리토미 코지 | 와다 카스미               | 7월 15일       |